# Миливој Бенковић
Миливој Бенковић (Брезнички Хум, 13. октобар 1899 — Загреб, 12. мај 1972) био је југословенски фудбалер и скијаш.

## Биографија
Рођен је 13. октобра 1899. у месту Брезнички Хум код Новог Марофа. Играо је на позицији везног играча у загребачком фудбалском клубу ХАШК. Осим фудбала, био је активан у ХАШК-овој скијашкој секцији. Бенковић је путовао на прве Зимске олимпијске игре у Шамонију 1924. године. У скијашком трчању наступили су Душан Зинаја и Мирко Пандаковић, док Бенковић као резерва, ипак није наступио. Касније је са Зинајом и Леом Волфом радио као скијашки инструктор на Сљемену.
За фудбалску репрезентацију Југославије наступио је једном, против Чехословачке у 1923. године. Преминуо је 12. маја 1972. године у Загребу.

## Наступи за фудбалску репрезентацију Југославије
| #  | Датум             | Место | Противник    | Резултат | Гол | Такмичење            |
| -- | ----------------- | ----- | ------------ | -------- | --- | -------------------- |
| 1. | 28. октобар 1923. | Праг  | Чехословачка | 4:4      | 0   | Пријатељска утакмица |